# HD 65907
Désignations
HD 65907 est un système stellaire triple situé dans la constellation de la Carène. Il est à ∼ 52,8 a.l. (∼ 16,2 pc) du système solaire.

## Observation
C'est une étoile située dans l'hémisphère céleste méridional. Sa position est fortement méridionale, ce qui signifie que l’étoile peut être observée principalement de l’hémisphère sud, où elle est également circumpolaire de la plupart des régions tempérées; depuis l'hémisphère nord, sa visibilité est limitée aux régions tempérées inférieures et à la zone tropicale. Sa magnitude de 5,6 le place à la limite de visibilité à l'œil nu, donc à observer sans l'utilisation d'outils nécessite un ciel clair et peut - être sans la Lune.
La meilleure période pour son observation dans le ciel du soir se situe entre décembre et mai ; dans l'hémisphère sud, il est également visible au début de l'hiver, grâce à la déclinaison sud de l'étoile, tandis que dans l'hémisphère nord, il ne peut être observé que vers la fin de l'été.

## Structure et membres
HD 65907 est un système multiple constitué de 3 étoiles. La composante principale, HD 65907 A, est une étoile de magnitude 5,6. HD 65907  B, de magnitude 10,0, est séparée de HD 65907 A par 60,0 secondes d'arc et a un angle de position de 90 degrés. HD 65907 C, de magnitude 13,6, est séparée de HD 65907 B par 2,3 secondes d’arc et a un angle de position de 270 degrés. Les étoiles HD 65907 B et C forment un système binaire.

### HD 65907 A
HD 65907 A est une naine jaune-blanche de type spectral F9.5V et de magnitude apparente 5,6. Sa magnitude absolue est de 4,54. Elle s'éloigne du système solaire avec une vitesse radiale de +15 km/s.
- (en) HD 65907 A sur la base de données Simbad du Centre de données astronomiques de Strasbourg.

### HD 65907 (BC)
- (en) HD 65907 BC sur la base de données Simbad du Centre de données astronomiques de Strasbourg.

### HD 66907 B
- (en) HD 65907 B sur la base de données Simbad du Centre de données astronomiques de Strasbourg.

### HD 65907 C
- (en) HD 65907 C sur la base de données Simbad du Centre de données astronomiques de Strasbourg.